# St.-Florians-Kirche (Ljubljana)
Die St.-Florians-Kirche (slowenisch: Cerkev sv. Florijana oder Šentflorjanska cerkev) ist eine Kirche am Oberen Platz (Gornji trg) in der Altstadt von Ljubljana, der Hauptstadt Sloweniens. Als Filialkirche von St. Jakob wird sie von Jesuiten betreut.

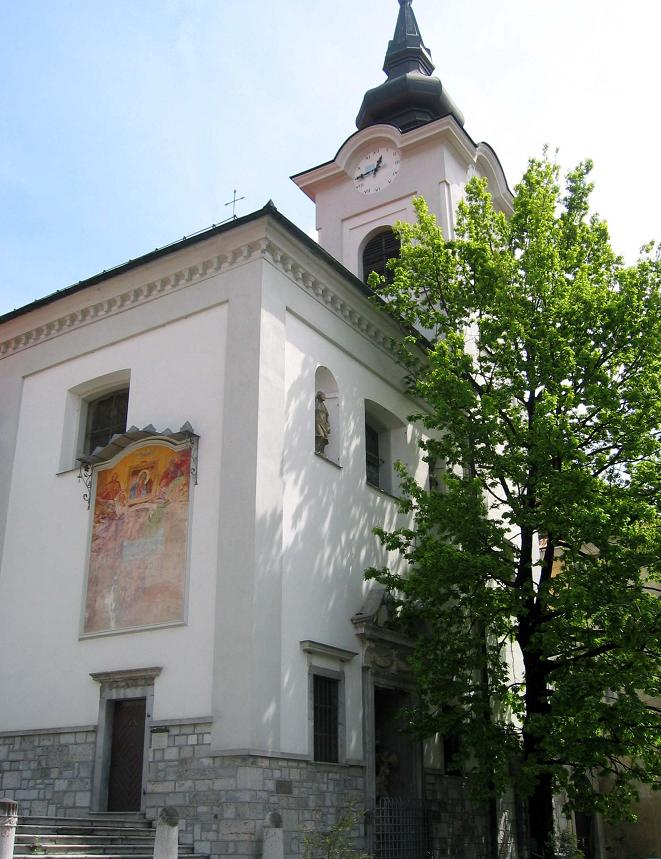
Die St.-Florians-Kirche (Kreuzkirche) in Ljubljana

## Geschichte
Die St.-Florians-Kirche wurde zwischen 1672 und 1696 in Erinnerung an den Altmarktbrand vom 19. September 1660 aus Spenden und Mitteln der Stadt erbaut. 1676 wurde das Kirchenschiff fertiggestellt, 1680 der Glockenturm. 1696 wird die Kirche samt drei Altären als geweiht erwähnt. Der einschiffige Bau wurde später um Kapellen erweitert (1698 Kapelle der Schmerzhaften Muttergottes, 1737 Kapelle der Verwundeten Schulter Christi) und innen und außen zu einer barocken Zentralkirche mit lateinischem Kreuzgrundriss vereint.
Zu einem beliebten Pilgerziel wurde die Kirche durch das Gnadenbild Mariens, welches mit einer Krankenheilung im Jahr 1694 in Verbindung gebracht wurde.

## Heutiges Erscheinungsbild
Ihr heutiges Aussehen erhielt die Kirche durch einen Umbau in den Jahren 1933 und 1934 nach Plänen von Jože Plečnik im Rahmen seiner Umgestaltung der Ulica na Grad (Schlossstraße), welche vom Gornji trg an der Kirche vorbei zum Burgberg führt.
Plečnik verlagerte den Haupteingang in einen für Kirchenbesuchende über eine neugestaltete Ecktreppe gut zugänglichen Bereich am früheren Seiteneingang. Über diesem Portal befindet sich ein großes Marienfresko von  Janez Potočnik (Ende des 18. Jahrhunderts). In die Nische des ehemaligen Hauptportals ließ er eine Statue des Hl. Johannes Nepomuk stellen, die 1727 von Francesco Robba für eine Brückenkapelle über die Save in Črnuče gearbeitet worden war.
Die Nischen über dem Fresko sind mit Statuen von Karl dem Großen und dem heiligen Karl Borromäus geschmückt. In die Wand über der Terrasse ist eine vermeintlich originale Porträtskulptur eines Bürgers des römischen Emona eingebaut.
Im Inneren der Kirche befindet sich eine hochwertige Barockausstattung, unter anderem das Gnadenbild aus dem Jahr 1639 von Tomaž Kundišek.